# Nemzetközi Duna-nap
A nemzetközi Duna-napot 2004 óta június 29-én ünneplik 14 Duna-menti országban a Nemzetközi Duna-védelmi Bizottság (International Comission for the Protection of the Danube River, ICPDR) javaslatára, a Duna-védelmi egyezmény aláírásnak tizedik évfordulójára hozták létre. Ezen a napon a Duna-menti kultúrákat és élővilágot ünneplik. A Duna-menti országok együttműködnek a vízgazdálkodási feladatok megoldásában. Ezen a napon a programokhoz a #DiscoverDanube hashtaget használják a népszerűsítésre. 2020-ban a koronavírus-járvány miatt a programokat online tartották.